# 昭統
昭統（しょうとう）は、ベトナム後黎朝の昭統帝が使用した元号。1787年 - 1789年。

## 西暦との対照表
| 昭統 | 元年   | 2年    | 3年    |
| 西暦 | 1787年 | 1788年 | 1789年 |
| 干支 | 丁未   | 戊申   | 己酉   |